# Tolazamida
La tolazamida es el nombre de un medicamento del grupo de las sulfonilureas de primera generación, indicado en el tratamiento de la diabetes mellitus tipo 2, en especial en pacientes cuya hiperglicemia no puede ser controlada solamente con modificaciones dietéticas. Su circulación en el mercado ha disminuido debido a la mayor incidencia de reacciones adversas, en especial un mayor riesgo de mortalidad cardiovascular, en comparación con los nuevos medicamentos de segunda generación.

## Mecanismo de acción
La tolazamida es un secretagogo, un tipo de antidiabético oral que disminuye la concentración de glucosa en el plasma sanguíneo, estimulando al páncreas a que secrete más insulina. Para que el medicamento tenga efecto, el páncreas debe ser funcional, por esa razón no se indica la tolazamida en pacientes con diabetes mellitus tipo 1, ni pacientes con tipo 2 que tengan muchos años diagnosticados y cuyo páncreas haya perdido la capacidad sintetizante de insulina.